# جدول زمانی مکانیک کوانتومی
جدول زمانی مکانیک کوانتومی فهرستی از رویدادهای کلیدی در تاریخ مکانیک کوانتومی، نظریه میدان‌های کوانتومی و شیمی کوانتومی است.

## قرن ۱۹ام

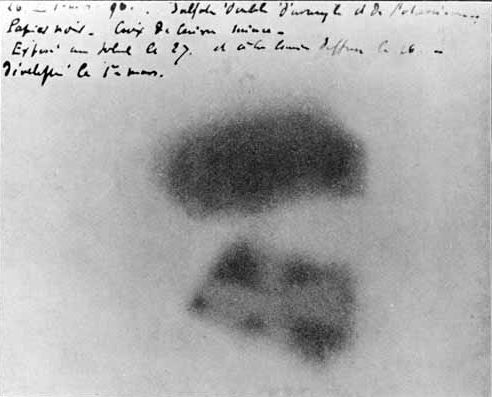
تصویری از صفحه فتوگرافیک بکرل که به وسیله تابش اورانیوم تیره شده است.

- ۱۸۰۱ - توماس یانگ با آزمایش دو شکاف خواصیت موجی نور را ثابت کرد.

- ۱۸۵۹ - کیرشهوف مفهوم جسم سیاه را معرفی کرد و ثابت کرد که طیف انتشار آن فقط به دما بستگی دارد.[۱]
- ۱۸۶۰-۱۹۰۰ - لودویگ ادوارد بولتزمن ، جیمز کلرک ماکسول و دیگران نظریه مکانیک آماری را توسعه دادند. بولتزمن استدلال می‌کند که آنتروپی معیاری برای بی نظمی است.[۱]
- ۱۸۷۷ - بولتزمن سطوح انرژی یک سیستم فیزیکی را بر اساس مکانیک آماری و استدلال های ریاضی گسسته معرفی می‌کند. همچنین اولین مدل اتمی یک مولکول (مانند یک مولکول گاز یونی) را بر حسب عبارات همپوشانی آلفا و بتا را ارائه می‌کند که بعداً (در سال ۱۹۲۸) اوربیتال های مولکولی اتم های سازنده نامیده شدند.
- ۱۸۸۵ - یوهان بالمر رابطه عددی بین خطوط طیفی مرئی هیدروژن، یا سری بالمر را کشف کرد.
- ۱۸۸۷ - هاینریش هرتز اثر فوتوالکتریک را کشف کرد که توسط انیشتین در سال ۱۹۰۵ نشان داده شد. این اثر خواصیت کوانتومی نور را در آشکار میکند.
- ۱۸۸۸ - هرتز به طور تجربی نشان می دهد که امواج الکترومغناطیسی همانطور که ماکسول پیش بینی کرده بود وجود دارد.[۱]
- ۱۸۹۵ - ویلهلم رونتگن اشعه ایکس را در آزمایش‌های با پرتوهای الکترونی در پلاسما کشف کرد.[۱]
- ۱۸۹۶ - هانری بکرل به طور تصادفی واپاشی هسته‌ای را در حین بررسی کار ویلهلم کنراد رونتگن کشف کرد. او دریافت که نمک‌های اورانیوم تشعشعاتی از خود ساطع می‌کنند که از نظر قدرت نفوذ شبیه پرتوهای ایکس رونتگن است. در یک آزمایش، بکرل نمونه ای از یک ماده فسفری، پتاسیم اورانیل سولفات، را در صفحات عکاسی که با کاغذ سیاه بسیار ضخیم احاطه شده اند، برای آزمایشی با نور درخشان خورشید می پیچد. سپس، در کمال تعجب، صفحات عکاسی قبل از شروع آزمایش در معرض دید قرار گرفته اند و تصویری از نمونه او را نشان می دهند.[۲]

- ۱۸۹۶-۱۸۹۷ - پیتر زیمان برای اولین بار اثر زیمان را با اعمال میدان مغناطیسی به منابع نور مشاهده کرد.[۳]
- ۱۸۹۶-۱۸۹۷ ماری کوری با استفاده از یک دستگاه الکترومتر بسیار حساس که ۱۵ سال قبل توسط همسر و برادرش ژاک کوری برای اندازه‌گیری بار الکتریکی اختراع شده بود، نمونه‌های نمک اورانیوم را بررسی می‌کند. او کشف می کند که پرتوهای ساطع شده از نمونه های نمک اورانیوم، هوای اطراف را رسانای الکتریکی می کند و شدت پرتوهای ساطع شده را اندازه می گیرد. در آوریل ۱۸۹۸، از طریق جستجوی سیستماتیک مواد، او متوجه شد که ترکیبات توریم، مانند ترکیبات اورانیوم، "پرتوهای بکرل" را ساطع می کنند. بنابراین قبل از فردریک سودی و ارنست رادرفورد  متوجه تجزیه هسته ای توریم به رادیوم شده است.[۴]
- ۱۸۹۷ - ایوان بورگمن نشان داد که پرتو ایکس و مواد رادیواکتیو باعث گرماتابی می شوند.
- ۱۸۹۷ - آزمایش تامسون با پرتوهای کاتدی باعث شد تا او یک واحد اساسی را بیش از ۱۰۰۰ برابر کوچکتر از یک اتم، بر اساس نسبت جرم به بار بالا، پیشنهاد کند. او این ذره را "جسم" نامید، اما دانشمندان بعدی اصطلاح الکترون را ترجیح دادند.
- ۱۸۹۷ - جوزف لارمور شکافتن خطوط طیف نوری در میدان مغناطیسی را توسط نوسان الکترون ها توضیح داد.[۵][۶]
- ۱۸۹۷ - فیزیکدان، جوزف لارمور، اولین مدل منظومه شمسی از اتم را در سال ۱۸۹۷ ایجاد کرد. او همچنین پروتون را فرض کرد و آن را "الکترون مثبت" نامید. او گفت که نابودی این نوع اتم که ماده را تشکیل می دهد "یک اتفاق با احتمال بی نهایت کم است."[۷]
- ۱۸۹۹ تا ۱۹۰۳ - ارنست رادرفورد در مورد رادیواکتیویته تحقیق می کند. او اصطلاح پرتوهای آلفا و بتا را در سال ۱۸۹۹ برای توصیف دو نوع متمایز تشعشع ساطع شده از نمک های توریم و اورانیوم ابداع کرد. فردریک سودی در سال ۱۹۰۰ در دانشگاه مک گیل به رادرفورد ملحق شد و وقتی در سال ۱۹۰۲ متوجه شدند که توریم رادیواکتیو در حال تبدیل شدن خود به رادیوم از طریق فرآیند تجزیه هسته‌ای و گاز (بعدها به 4
2He رسید) دگرگونی هسته‌ای را کشف کردند. آنها تفسیر خود را از رادیواکتیویته در سال ۱۹۰۳ گزارش کردند[۸] رادرفورد با مدل اتم هسته ای خود در سال [۹] به عنوان "پدر فیزیک هسته ای " شناخته می شود.

## قرن ۲۰ام

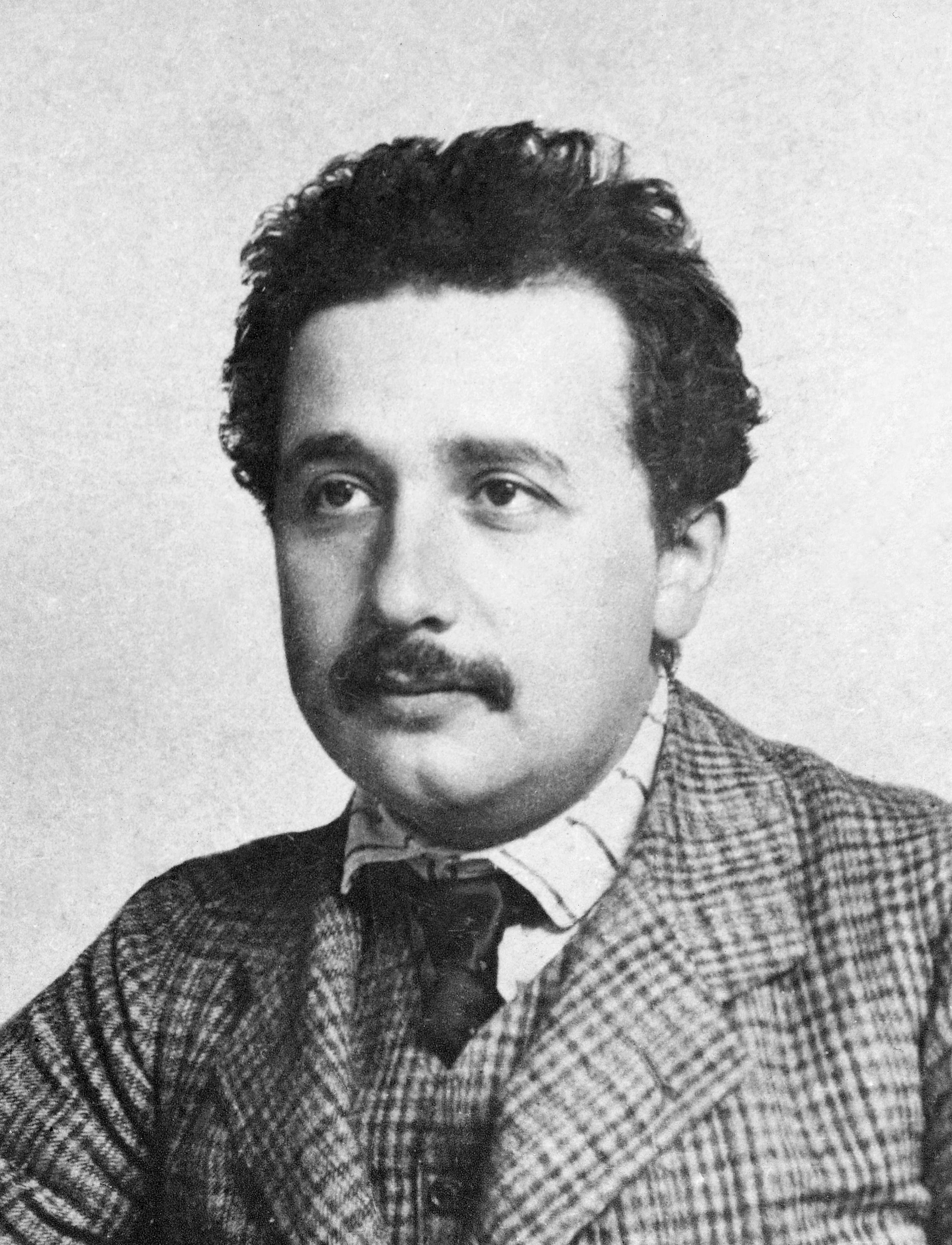
انیشتین، در سال ۱۹۰۵، زمانی کهمقاله‌های استثنائی را نوشت

- ۱۹۰۰-برای توضیح تابش جسم سیاه (۱۸۶۲), مکس پلانک نشان می دهد که انرژی الکترومغناطیسی فقط می تواند به شکل بسته‌های انرژی (کوانتا) منتشر شود ، یعنی انرژی فقط می تواند چند برابر یک واحد ابتدایی باشد E = hv، که در آن h است ثابت پلانک و ν فرکانس تابش است.
- ۱۹۰۲-برای توضیح قاعده هشت‌تایی (۱۸۹۳), گیلبرت لو ییس نظریه "اتم مکعبی" را توسعه می دهد که در آن الکترون ها به شکل نقاط در گوشه یک مکعب قرار دارند. پیش بینی می کند که تک، دو یا سه گانه "پیوند کووالانسی" نتیجه زمانی است که دو اتم توسط جفت های متعدد الکترون (یک جفت برای هر پیوند) که بین دو اتم قرار دارند ، به هم متصل می شوند.
- ۱۹۰۳ آنتوان بکرل ، پیر کیوری و ماری کیوری جایزه نوبل فیزیک ۱۹۰۳ را برای کار خود در رادیواکتیویته خود به خود.
- ۱۹۰۴ – ریچارد آبگ قاعده ابگ را معرفی می‌کند.
- ۱۹۰۵ – آلبرت انیشتین توضیح می دهد اثر فتوالکتریک (در سال ۱۸۸۷ توسط هاینریش هرتز), یعنی اینکه نور درخشان بر روی مواد خاص می تواند برای بیرون راندن الکترون ها از مواد کار کند. او بر اساس فرضیه کوانتومی پلانک (۱۹۰۰) فرض می کند که نور خود از ذرات کوانتومی (فوتون) تشکیل شده است.
- ۱۹۰۵-انیشتین اثرات حرکت براونی ناشی از انرژی جنبشی اتم‌ها را مطرح می‌کند که بعدتر به طور تجربی توسط ژان باپتیست پرن، در نتیجه حل و فصل اختلاف قرن در مورد اعتبار نظریه اتمی جان دالتون تایید می‌شود.
- ۱۹۰۵-انیشتین نظریه نسبیت خاص را معرفی می‌کند.
- ۱۹۰۵-انیشتین به طور نظری هم‌ارزی جرم و انرژی را مطرح میکند.
- ۱۹۰۷ تا ۱۹۱۷-ارنست رادرفورد: برای آزمایش سیاره ای مدل سال ۱۹۰۴ که بعدا به عنوان مدل رادرفورد شناخته شد، از شعاع ذرات آلفا بر روی یک ورق طلا و متوجه شد که برخی از ذرات بازتاب میشوند، بنابراین نشان می دهد که یک اتم دارای یک بار کوچک مثبت (هسته اتم) در مرکز است با این حال، او در سال ۱۹۰۸ جایزه نوبل شیمی را "برای تحقیقات خود در مورد تجزیه عناصر و شیمی مواد رادیواکتیو"دریافت کرد,[۱۰] که به دنبال کار ماری کیوری بود، نه برای مدل سیاره ای اتم؛ او همچنین به طور گسترده ای با اولین "شکاف اتم" در سال ۱۹۱۷ شناخته می شود.
- ۱۹۰۹ – جی آی تیلور نشان می دهد که الگوهای تداخل نور حتی زمانی که انرژی نور معرفی شده فقط از یک فوتون تشکیل شده است ، تولید شده است. این کشف دوگانگی موج و ذرات ماده و انرژی برای توسعه بعدی نظریه میدان‌های کوانتومی.
- ۱۹۰۹ و ۱۹۱۶-انیشتین نشان می دهد که اگر قانون تابش جسم سیاه پلانک درست باشد، کوانتای  تکانه نیز باید p = h / λ باشد.

### ۱۹۱۰-۱۹۱۹

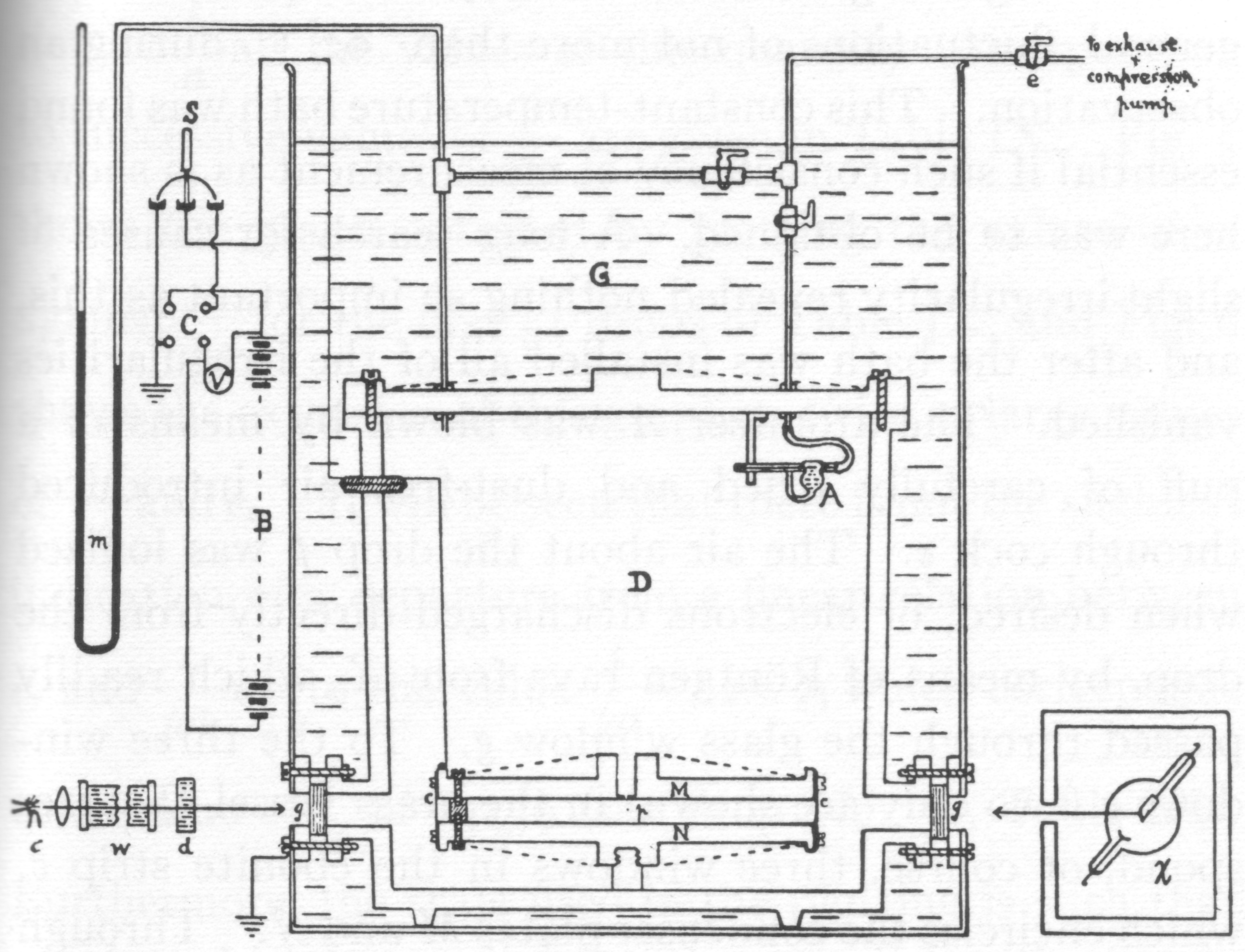
نمودار شماتیک از دستگاه برای آزمایش قطره روغن میلیکان

- ۱۹۱۱ - لیز مایتنر و اتو هان آزمایشی را انجام دادند که نشان داد انرژی الکترون‌هایی که از واپاشی بتا گسیل می‌شوند دارای طیف پیوسته و نه گسسته هستند. این در تضاد آشکار با قانون بقای انرژی است، زیرا به نظر می رسید که انرژی در فرآیند فروپاشی بتا از بین رفته است. مشکل دوم این است که اسپین اتم نیتروژن-۱۴برابر با ۱ بود، که در تضاد با پیش‌بینی رادرفورد یعنی نیم است. این ناهنجاری‌ها بعداً با اکتشافات نوترینو و نوترون توضیح داده می‌شوند.
- ۱۹۱۱ -استفان پروکوپیو آزمایش‌هایی را انجام داد که در آنها مقدار صحیح گشتاور دوقطبی مغناطیسی الکترون را تعیین می کند، μB = ۹.۲۷×۱۰−۲۱ erg·Oe−۱ (در سال ۱۹۱۳ او همچنین قادر به محاسبه مقدار نظری مگنتون بور بر اساس نظریه کوانتومی پلانک).

- ۱۹۱۱ - جان ویلیام نیکلسون برای اولین بار مدل اتمی ایجاد کرد که تکانه زاویه ای را متناسب با ثابت پلانک کوانتیزه می کند.[۱۱] [۱۲] نیلز بور در مقاله ۱۹۱۳ خود از مدل اتم بور نقل قول کرد.[۱۳]
- ۱۹۱۲ - ویکتور هس وجود پرتوهای کیهانی را کشف کرد.
- ۱۹۱۲ - آنری پوانکاره یک استدلال ریاضی تأثیرگذار در حمایت از ماهیت اساسی بسته‌های انرژی منتشر می کند.[۱۴][۱۵]
- ۱۹۱۳ - رابرت میلیکان نتایج آزمایش "قطره روغن" خود را منتشر کرد که در آن بار الکتریکی الکترون را دقیقاً تعیین می کند. تعیین واحد اصلی بار الکتریکی محاسبه ثابت آووگادرو (که تعداد اتم ها یا مولکول ها در یک مول از هر ماده است) و از این طریق وزن اتمی اتم های هر عنصر را ممکن می سازد.
- ۱۹۱۳ - نیلز بور مقاله ۱۹۱۳ خود را در مورد مدل اتم بور منتشر کرد.[۱۶]
- ۱۹۱۳ -استفان پروکوپیو مقاله نظری با مقدار صحیح گشتاور دوقطبی مغناطیسی الکترون μB منتشر کرد.[۱۷]
- ۱۹۱۳ - نیلز بور از نظر تئوری مقدار گشتاور دوقطبی مغناطیسی الکترون μB را در نتیجه مدل اتمی خود به دست آورد.
- ۱۹۱۳ - یوهانس اشتارک و آنتونینو لو سوردو به طور مستقل جابجایی و شکافتن خطوط طیفی اتم ها و مولکول ها را به دلیل وجود منبع نور در یک میدان الکتریکی ساکن خارجی کشف کردند.
- ۱۹۱۳ - فرمول ریدبرگ (۱۸۸۸)، که به درستی طیف‌های گسیل نور هیدروژن اتمی را مدل‌سازی کرد، بور این فرضیه را مطرح کرد که الکترون‌های دارای بار منفی در فواصل «کوانتومی» مشخصی به دور یک هسته با بار مثبت می‌چرخند و هر یک از این «مدارهای کروی» انرژی خاصی با آن مرتبط است به طوری که حرکت الکترون بین مدارها به انتشار یا جذب انرژی "کوانتومی" نیاز دارد.

- ۱۹۱۴ - جیمز فرانک و گوستاو هرتز آزمایش خود را در مورد برخورد الکترون با اتم های جیوه گزارش کردند که آزمایش جدیدی از مدل کوانتیزه شده بور از سطوح انرژی ارائه می دهد.
- ۱۹۱۵ - اینشتین برای اولین بار آنچه را که امروزه معادلات میدان انیشتین نامیده می شود به آکادمی علوم پروس ارائه کرد. این معادلات مشخص می کند که چگونه هندسه فضا و زمان تحت تأثیر هر ماده موجود است و هسته نظریه نسبیت عام اینشتین را تشکیل می دهد. اگرچه این نظریه مستقیماً برای مکانیک کوانتومی قابل استفاده نیست، نظریه پردازان گرانش کوانتومی به دنبال آشتی دادن آنها هستند.
- ۱۹۱۶ - اپستاین [۱۸] و کارل شوارتزشیلد ، [۱۹] که به طور مستقل کار می کنند، معادلاتی را برای اثر اشتارک خطی و درجه دوم در هیدروژن استخراج کردند.

- ۱۹۱۶ - گیلبرت لوییس اساس نظری ساختار لوویس را معرفی کرد، نمودارهایی که پیوند بین اتم‌های یک مولکول و جفت‌های تک الکترون ممکن است در مولکول وجود داشته باشند را نشان می‌دهند.[۲۰]
- ۱۹۱۶ - برای توضیح اثر زیمن (۱۸۹۶)، یعنی اینکه خطوط طیفی جذب یا گسیل اتمی با قرار گرفتن منبع نور در معرض میدان مغناطیسی تغییر می‌کنند، آرنولد زومرفلد پیشنهاد می‌کند که ممکن است علاوه بر مدارهای کروی، "مدارهای بیضوی" در اتم‌ها وجود داشته باشد.

- ۱۹۱۸ - ارنست رادرفورد متوجه شد که وقتی ذرات آلفا به گاز نیتروژن شلیک می‌شوند، آشکارسازهای سوسوزن او نشانه‌های هسته‌های هیدروژن را نشان می‌دهند. رادرفورد تعیین می کند که تنها جایی که هیدروژن می توانست از آن آمده باشد نیتروژن است و بنابراین نیتروژن باید حاوی هسته های هیدروژن باشد. بنابراین او پیشنهاد می‌کند که هسته هیدروژن، که دارای عدد اتمی ۱ است، یک ذره بنیادی است، که او به این نتیجه می‌رسد که این‌ها باید پروتون‌هایی باشد که توسط گلدشتاین فرض شده است.
- ۱۹۱۹ - ایروینگ لانگمویر با تکیه بر کار لوئیس (۱۹۱۶)، اصطلاح "کووالانس" را به کار برد و فرض کرد که پیوندهای داتیو زمانی رخ می دهد که دو الکترون از یک جفت اتم از هر دو اتم آمده و به طور مساوی بین آنها به اشتراک گذاشته می شود، بنابراین اصول اساسی را توضیح می دهد.